# Milioniškės

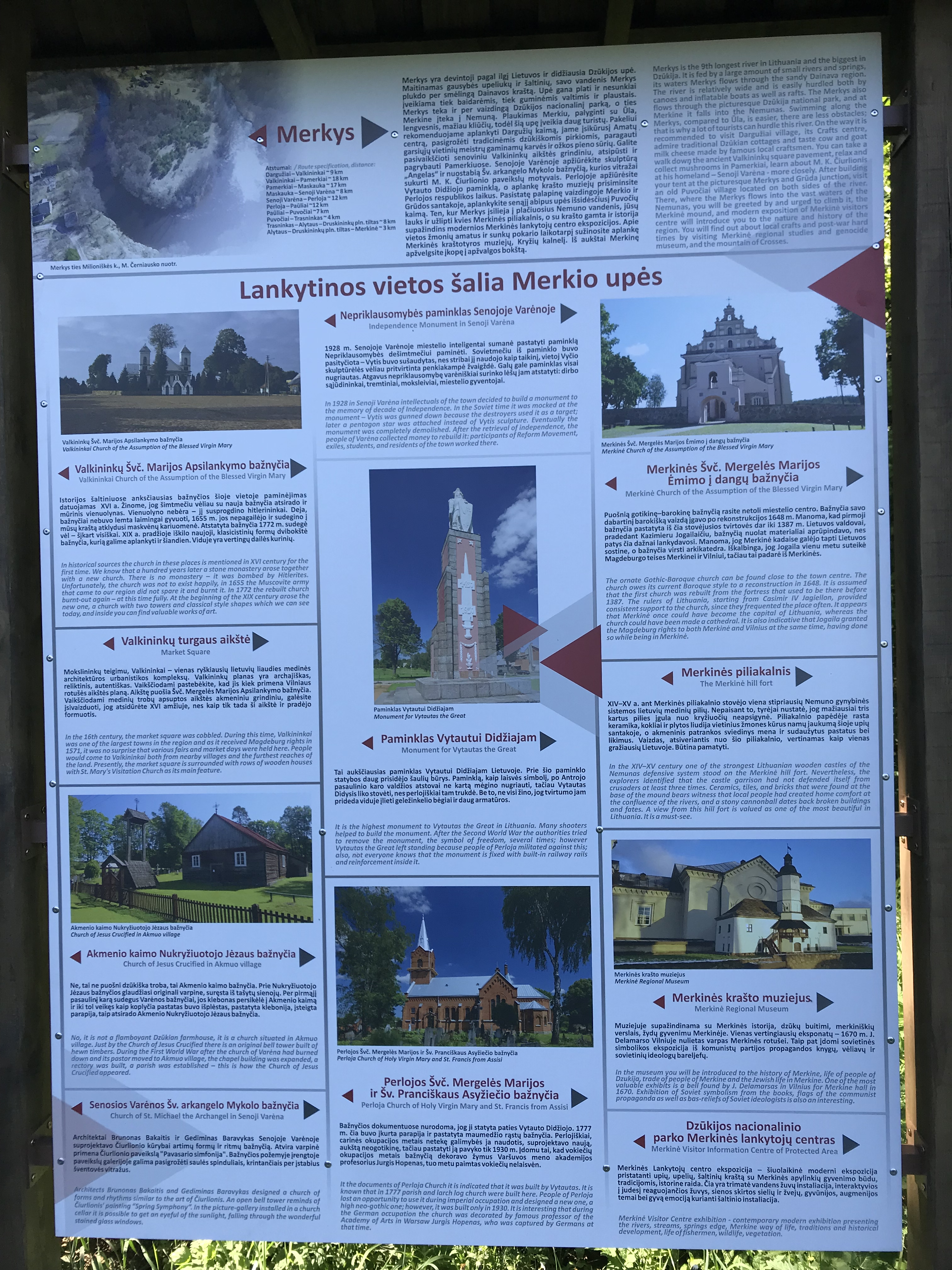
Paneel met informatie over bezienswaardigheden aan de rivier de Merkys

Milioniškės is een dorp in het zuiden van Litouwen ongeveer 90 kilometer ten zuidwesten van de hoofdstad Vilnius. Het dorp ligt in het 55.000 ha grote Nationaal Park Dzūkija. Het is een zusterdorp van Milioniškė, dat aan de andere oever ligt van de rivier de Merkys. De beide dorpen zijn met elkaar verbonden met een touwbrug, hangend aan stalen kabels.

## Geschiedenis

Grens Polen-Litouwen van 1920-1939, de rode lijn op de kaart

Na de Poolse Delingen viel het dorp tot 1920 onder Rusland, waarna de rivier de Merkys gedurende het Interbellum de grens vormde met de Tweede Poolse Republiek Na de Tweede Wereldoorlog werd het dorp onderdeel van de Sovjet-Unie, totdat het in 1991 deel werd van de soevereine staat Litouwen.

## Bevolking
Milioniškės telde in 2011 19 inwoners, van wie 7 mannen en 12 vrouwen.
| Inwoners per jaar |        |
| Jaar              | Aantal |
| 1979              | 45     |
| 2001              | 35     |
| 2011              | 19     |